# Cornelius Jansen
Cornelius Jansen (Accoy, Leerdam, Holanda del Sud, 28 d'octubre de 1585 – 6 de maig de 1638) fou un eclesiàstic i fundador del jansenisme.

## Biografia
Bisbe d'Ypres, el setè dels prelats que ocuparen aquella seu. El seu pare era un modest artesà, nomenat en la seva llengua flamenca Jan Otthe; la seva mare es deia Lyntje Gysberts. Enamorats del seu enginy i caràcter, els veïns aconsellaren als seu progenitors que dediquessin el nen a l'estat eclesiàstic, i un sacerdot de Leerdam es va comprometre a instruir-lo en les primeres lletres. D'allà passà a Utrecht, i en el col·legi de Sant Jeroni aprengué el llatí i lletres humanes. Disset anys tenia en Cornelius quan anà a cursar filosofia en el Col·legi Faucon de Lovaina; avantatjant-se tant en aquella ciència que, en acabar-la, se'n emportà el premi entre els alumnes de quatre col·legis que el pretenien. Hi hagué protestes contra aquesta preferència, que estimà injusta, hom que creia posseir més mèrits que Jansen; però no produïren l'efecte esperat pels descontents.
El 1604 començà l'estudi de la teologia amb el magisteri de Jacob Jansen, deixeble de Bayo i hereu de les seves doctrines. Trencada la seva salut a causa del desmesurat treball, els metges li recomanaren que anés a França per refer-se. A París exercí el càrrec de preceptor dels fills d'un magistrat del Tribunal de subsidis i entaulà estretes relacions amb Jean du Vergier d'Hauranne, que més tard seria l'abat Saint-Cyran, al qual és dubtós, segons Sainte-Beuve, que coneixes a Lovaina.
Vers el 1606 el cridà du Vergier des de Baiona, i al costat del seu company, en el mas de Camp-de-Pratz, es dedicà a l'estudi de la literatura cristiana antiga. En la mencionada ciutat, per mediació de Saint-Cyran, li confià el bisbe, monsenyor Bertrán d'Eschaud (o Echaud) la direcció d'un col·legi d'estudiants seglars. Cinc anys, diu Sainte Beuve, residí en el país. Al retornar a Lovaina se li assenyalà, mercès a les recomanacions de Jacob Janson, per director del Col·legi de Santa Pulquèria que s'estava construint aleshores. L'abat Racin afirma que Jansen refusà una càtedra de filosofia que se li oferí en la Universitat, per no interrompre l'estudi de l'Escriptura i Sants Pares, que li encantava.
El 24 d'octubre de 1619 prengué el grau de doctor en teologia, després d'un rigorós examen del que en sortí non sans quelque peu d'applaudiments, qoique guère prèparè à cette carrière de scholastique (Lettres de M. Cornelius Jansènius, évêque d'Ypres...à M. Jean de Verger de Hauranne, Colònia, 1702; carta de novembre de 1619). No passà gaire temps (escriu Racin), sense que se l'afegís al gremi de professors ordinaris de la Universitat, i, certament, se l'intitula <<doctor de sagrada teologia i professor de la dita Universitat lovainesa>> en la carta universitària de credencial.
Dues vegades, se l'escollí com a diputat de la citada Universitat, perquè a Madrid se'l defensés contra els jesuïtes. El 1630, l'arquebisbe de Malines el feu nomenar professor titular de Sagrada Escriptura. La càtedra, amb la canongia annexa, rendia una renda anual de 700 a 800 florins. Dues prebendes que depenien de la universitat, aconseguí successivament Jansen, una a Sant Pere de Lovaina, i una altra a Sant Pere de Lilla. El nomenament de catedràtic d'Escriptura donà marge perquè la cort es fixés en Jansen i que «certs poderosos d'aquesta s'inclinessin a procurar el seu creixement. El prelat de Malines s'extremà en aquestes demostracions, i va córrer la veu que va estar a punt de ser nomenat bisbe de Bruges».
Les seves lliçons d'exegesis s'aplaudiren, i el Nunci del Papa a Brussel·les semblava ufanós que se li concedís des del Vaticà alguna dignitat. Mercès a una causa imprevista, els desitjos del Nunci i de l'arquebisbe de Malines es convertirien en realitat. Per justificar la política de Richelieu, posada a la picota per escriptors espanyols, Bessieu Arroy publicà un llibre titulat Questions dècidèes sur la justice des armes des rois de France et l'alliance avec les hérétiques et les infidèles (París, 1634). A impugnar-lo sortí Alejandro Patricio Armacano amb el llibre Mars Gallicus sive de justitia armorum et foederum regis Galliae libri duo, imprès el 1635 en foli, i en 1636 en quarta, amb alguns retocs i que traduí al francès, el 1637, Charles Hersent, i, el mateix any, al castellà el doctor Sancho de Moncada, catedràtic de la Universitat de Toledo.
El llibre constituïa un enèrgic al·legat contra els privilegis del rei Cristianíssim, una fina sàtira contra la política del cardenal Richelieu i una apologia de la monarquia espanyola. L'autor, amagat en l'anònim, era Jansen, el nom del qual aparegué des de llavors envoltat d'autoritat en la cort de Madrid. Llavors ja no els costà gaire feina als seus amics, monsenyor Boone i el president Roose, que en el Consell de Brabant se l'escollis el 1636 per cenyir la mitra d'Ypres, i que Felip IV de Castella concedís el vistiplau a l'elecció. No gaudí gaire temps Jansen de la dignitat: atacat per una malaltia infecciosa, sucumbí pietosament el 6 de maig de 1638.

## Raó i Fe
Poc temps després de doctorar-se en teologia, Jansen prengué part molt activa en l'oposició que la Universitat feu als jesuïtes, els quals havien instal·lat una escola de teologia a Lovaina amb completa independència de la Universitat.
Amb l'objecte d'intensificar la campanya contra la Companyia de Jesús i trobar amb això un suport a Espanya, Jansen Passà a Madrid el 1624 i 1626, protestant davant Felip IV de Castella de la fundació, pels jesuïtes, d'aquella escola, contrària als privilegis de la Universitat. Jansen, ja des dels seus principis, no va poder contenir la seva animadversió vers la Companyia de Jesús; així, va fer costat tant com pogué al missioner i bisbe d'Holanda, Philip Roveni, en la seva querella amb els jesuïtes en ocasió dels treballs apostòlics dels mateixos en la seva diòcesi. Encara que l'aversió que sentia Jansen contra els jesuïtes no fou motiu per què (com havia succeït en casos semblants) s'inclinés vers el protestantisme; ans, al contrari, es proposà combatre els protestants amb les seves mateixes armes, demostrant-los que els catòlics podien interpretar la Bíblia amb tant profunda mística com ells.
Jansen havia dedicat els últims vint-i-dos anys de la seva vida a compondre l'obra <<Augustinus, seu doctrina S. Augustini de humanae naturae aegritudine, sanitate et medicina adversus Pelagianos et Massilienses.>> (Lovaina, 1640), que tan gran revolució hauria de produir en el món. Poc temps abans d'expirar, Jansen confia el manuscrit d'aquesta obra, ja acabada, al seu familiar, Reginald Lamaeus, encarregant-li que per la seva publicació s'aconsellés amb Llibert Froidmond, professor de Lovaina, i Enrique Calenus, canonge de l'església metropolitana. Demanà, a més, encaridament que la publicació es fes amb gran exactitud i sense variar una sola coma, car difícilment es podria introduir alguna modificació. <<Malgrat tot, afegí Jansen, si la Santa Seu desitja que es canviï alguna cosa, com a fill obedient d'aquesta, em sotmeto tanmateix al que ordeni aquesta Església en la qual he viscut fins a la meva última hora. Aquesta és la meva última voluntat.>>

## Dubtes vers el testament
S'ha discutit molt vers l'autenticitat d'aquest testament de Jansen; però, com afirma (The Catholic Cyclopaedia, VIII, veu Jansenius) res autoritza la recusació del mateix com a document mancat d'autenticitat, encara més, ja que Jansen, en la seva tesi del doctorat el 1619, defensà la infal·libilitat del Papa, i al final de la seva obra (III, X, Epilogus omnium) es troba una confessió de fe conforme amb la del seu testament, en el qual hi diu: 
| « | <Quan he afirmat sobre aquests diversos i difícils punts, no segons el meu propi criteri, sinó conforme al del sant doctor (Agustí), el sotmeto al judici i sentencia de la Seu Apostòlica i l'Església romana la meva mare, sempre disposat a mantenir el que dic, si ella jutja que s'ha de mantenir; a retractar-me, si ella així ho desitja: a condemnar-lo i anatomitzar-lo si ella decretés que ha de ser condemnat i anatomitzat. Perquè des de la més tendre infància hem vaig criar en les doctrines d'aquesta Església; les vaig mamar als pits de la meva mare, vaig créixer i envellir adherit a elles, en pensament, paraula i obra, i estic fermament decidit a guardar aquesta fe fins al meu últim alè i a comparèixer, revestit d'aquesta fe, davant del judici de Déu.>> | » |

De tot això es pot concloure, que malgrat que Jansen donà el seu nom a l'heretgia hanseàtica, ell no fou heretge, sinó que va viure i morí en el si de l'Església catòlica:<Davant el fet d'haver tingut conscientment i amb plena deliberació a la innovació o reforma de l'Església, és certament difícil exculpar-lo sencerament, ni es pot negar que obrà pres untuós i imprudentment; però la història important tindrà en compte en jutjar en Jansen, l'atmosfera especial creada al voltant del mateix per les controvèrsies llavors candents vers el (baianisme), i els perjudicis tan estesos contra la cúria romana.

## Anàlisi de la personalitat
Determinar fins a quin punt aquestes i semblants circumstàncies, en al·lucinar-lo, disminuïren la seva responsabilitat, és cosa impossible d'esbrinar. La personalitat de Jansen es representa molt diversament: uns, els seus partidaris, han exaltat fins a les estrelles la seva virtut i el seu talent; altres, els seus enemics, l'han considerat com un avortó de l'infern. La crítica imparcial, clavant els seus ulls en moments fefaents, traça aquests trets del seu caràcter: home tenaç en l'estudi, treballador incansable, hàbil en els negocis, fanàtic per Sant Agustí, avorridor dels jesuïtes i escolàstics, doblegat i flexible en la seva forma de procedir, irat i tímid ensems, enginyós i brillant en les seves explicacions, insinuant i ambiciós d'honres i dignitats eclesiàstiques, etc.

## Obres
- Pentatheuchus sive Commentarius in quinque libros Mosis: (Lovaina, 1639)
- Analecta in proverbia Salomonis: (Lovaina, 1644)
- Ecclesiasten: (Lovaina, 1644)
- Sapientiam: (Lovaina, 1644)
- Habacuc et Sophoniam: (Lovaina, 1644)
- Tetrateuchus seu Commentarius in quator Evangelia: (Lovaina, 1639)
- Oratio de interioris hominis reformatione
- Responsum duplex, alterum theologorum Lovaniensium de vi obligandi conscientiam quam habent edicta regia super re monetaria
- Alterum theologorum et jurisperitorum de juramento quod publica auctoritate Magistratui designato et aliis imponi solet.
- La naissance du Janséanisme découverte à monseigneur le chancelieur, (par le sieur de Previll: (Lovaina, 1654)

### Escrits pòstums
Aquests escrits pòstums no els preparà el seu autor per la publicació; són pures explicacions de classe; resplendeixen per la seva claredat, concisió i ortodòxia, i algunes es reimprimiren.

#### Polèmiques
- Alexipharmacum civibus Sylvaeducentibus propinatum adversus ministrorum fascinum: (Lovaina, 1631). En replica a la crítica que d'aquest llibre feu el calvinista Gisbert Voet, escriví:
- Spngia notarum, quibus Alexipharmacum aspersit Gisbertus Voetis: (Lovaina, 1631)
- Alexandri Patricii Armacani theologi Mars Gallicus...,: abans citat.

#### Teològiques
- Cornelii Jansenii Episcopi Iprensis Augustinus, seu doctrina S. Augustini de humanae naturae sanitate, aegritudine, medicina adversus Pelagianos et Massilienses: (Lovaina, 1640; París, 1641, amb aprovació de cinc doctors: Ruan, 1643 i 1652).

Un decret de la Inquisició, del 4 de març de 1647 (Le Jansénisme, 1909), i després una butlla d'Urbà VIII del 6 de març de 1642, condemnant el llibre de Jansen.